# WILL (调幅电台)

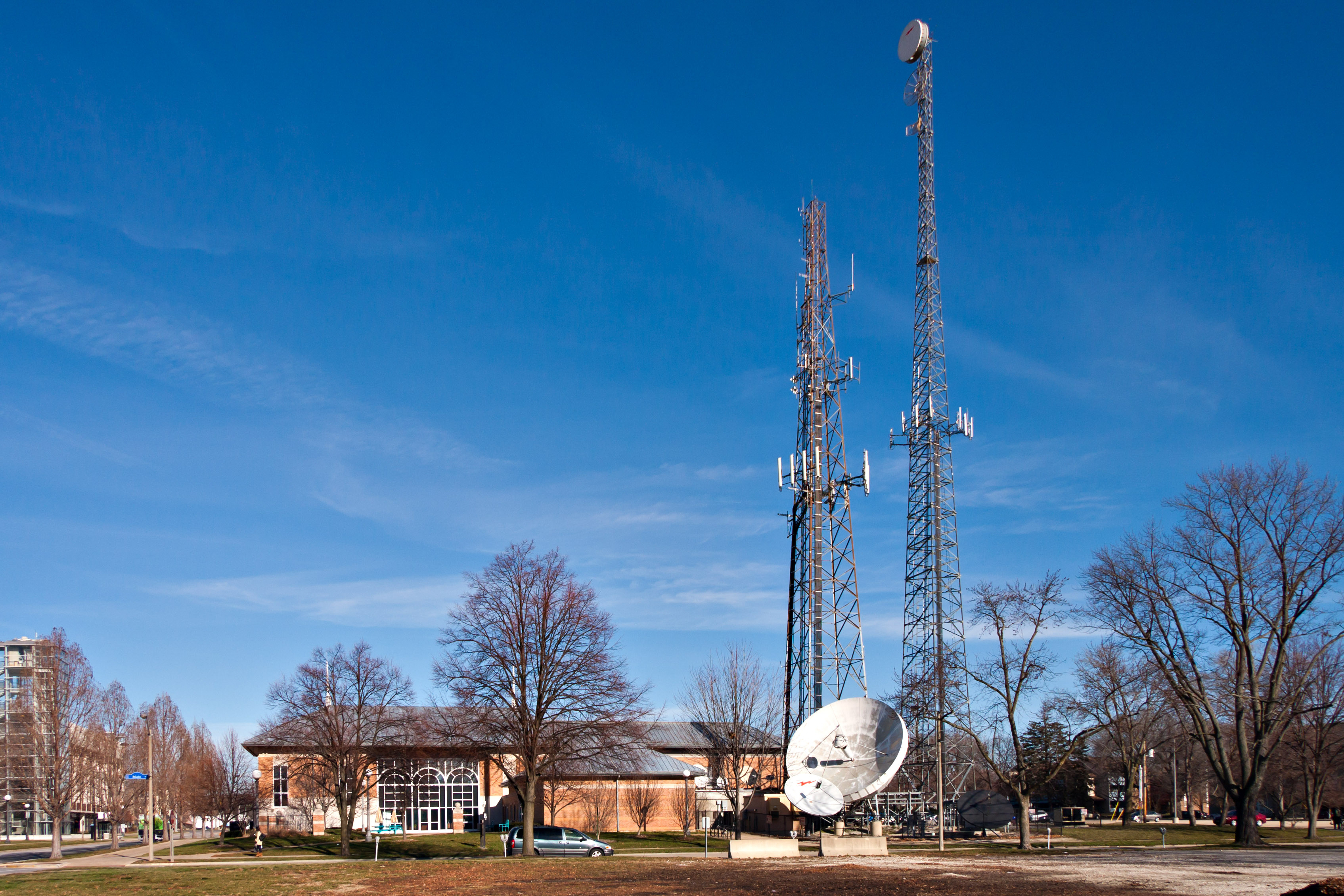
坎贝尔堂（Campbell Hall）位于伊利诺伊大学（University of Illinois），是伊利诺伊公共媒体（Illinois Public Media）的所在地，包括WILL工作室。

WILL（580 AM）是一家公共廣播电台，由伊利诺伊大学厄巴纳-香槟分校所有，并获得美国伊利诺伊州厄巴纳的授权。该电台由伊利诺伊公共媒体运营，其工作室位于大学校园内的坎贝尔堂公共电信中心（Campbell Hall for Public Telecommunication）。
WILL采用定向广播，主要是为了保护同频道的堪萨斯州托皮卡的WIBW电台。白天，它以5000瓦的功率运行。由于其频率位于AM频段的低端，加上其发射功率、定向天线以及伊利诺伊州中部平坦的地形（具有较高的地面电导率），其白天的覆盖范围几乎与全功率FM电台相当。其信号北至芝加哥、东至印第安納波利斯的B级覆盖范围。日落时，它必须将功率降低至500瓦，并逐渐降至100瓦，导致即使在香槟-厄巴纳地区，信号覆盖也变得较弱。早上6点，它将功率提升至335瓦，并在日出时逐渐恢复至全功率。

## 节目
WILL是美国全国公共广播电台（NPR）的成员，同时也是国际公众电台和美国公共传媒的附属机构。它播放NPR新闻和谈话节目，并为伊利诺伊州中部的农民提供农业新闻信息。

## 历史
1920年中期，伊利诺伊大学厄巴纳分校获得了实验性广播电台许可证，呼号为9XJ。尽管主要用于技术培训和实验目的，但到1921年，9XJ也开始用于播报体育赛事成绩，并在1922年初宣布计划增加音乐节目。然而，1921年12月1日，负责监管无线电的美国商务部通过新规，要求向公众广播的电台必须获得“有限商业”许可证。这一新规定导致9XJ停止了娱乐广播，尽管该电台仍继续用于实验和培训目的。
3月初，宣布正在准备申请有限商业许可证，授权其进行广播以及与其他大学的点对点通信。1922年3月28日，该大学获得了许可证，呼号为WRM，用于360米（833千赫兹）“娱乐”波长以及410米（732千赫兹）的点对点通信。尽管呼号是随机分配的，但后来有时被解释为“We Reach Millions”（我们达到百万）。1924 年底，该电台移至 1100千赫兹。
WRM是早期由大学（主要是像伊利诺伊大学这样的赠地大学）开办的众多AM电台之一。由于这些电台以非商业方式运营，许多电台面临财务困境。1925年，WRM获得了重大财务支持，当时波埃蒂乌斯·H·沙利文（Boetius H. Sullivan）决定提供大量资金，以将该电台建立为其父亲罗杰·C·沙利文（Roger C. Sullivan）纪念。罗杰·C·沙利文已于五年前去世。沙利文的捐赠包括初始的10万美元，以及每年8000美元的运营和维护费用。这笔资金用于购买1000瓦的发射机，并在南赖特街400号建造了新的工作室建筑和“平顶”天线结构。
1928年11月11日，根据联邦无线电委员会的《40号一般命令》，该电台的频率更改为890千赫兹，与南达科他州弗米利恩的KUSD和爱荷华州仙納度的KFNF共享时段。此时，WRM的呼号也更改为现在的WILL。根据与两家共享伙伴的协议，WILL被分配了每天下午5点至6点和晚上7:30 至8:00的时段。
1937年，WILL移至580 kHz，最初功率为1000瓦，使用在南第一街建造的两塔定向天线阵列。由于不再需要共享时段，这一新分配允许增加运营时间。然而，该电台现在通常仅限于白天运营，尽管偶尔也会被授权在夜间以250瓦的功率运行，以播报伊利诺伊大学篮球队比赛和伊利诺伊州高中男子篮球锦标赛。1938年12月，WILL的功率增加至5000瓦。1942年底，该大学开始运营FM电台，最初为WIUC（现为WILL-FM），这使得WILL在日落时停播后能够增加常规夜间节目。此后，该电台被授权进行夜间运营，尽管功率有所降低。
从1942年到1998年，WILL的工作室位于伊利诺伊大学厄巴纳-香槟分校的格雷戈里堂（Gregory Hall）。1994年，该电台开始全天24小时广播，夜间播放英國廣播公司國際頻道。直到2014年，它还是印第安纳州特雷霍特的默认NPR成员电台，因为该地区当时没有全功率的NPR成员电台，直到 WISU开始作为印第安纳波利斯WFYI-FM的卫星电台播放NPR节目。